# 新界區專線小巴16線
新界區專線小巴16線是香港一條來往寶林和布袋澳的小巴路線，由順亞投資有限公司營運，亦是首條往來將軍澳至清水灣的公共交通服務，同時是布袋澳首條正式兼唯一公共交通服務。

## 簡介及歷史
布袋澳為香港境內僅有的漁村，因為該帶極少甚至沒有發展，所以其水質非常乾淨，故一直都維持著漁村風情，因此布袋澳的海鮮一直都十分出名，不少名人都會慕名到此吃海鮮，但由於布袋澳交通工具一直都十分缺乏，故其知名度相比西貢市及鯉魚門一帶為低。
在本線開辦前，民眾如欲前往布袋澳，除駕駛私家車、騎單車或搭乘的士外，就只能乘搭九龍巴士91線，在清水灣第二灘下車，再步行半小時以上才能到達。此線在1991年10月27日本線投入服務後，布袋澳自此終有常規交通路線服務。

## 行車路線
- 往布袋澳途經：欣景路、佳景路、寶琳北路、迴旋處、寶寧路、迴旋處、常寧路、重華路、培成路、常寧路、迴旋處、寶寧路、迴旋處、坑口道、迴旋處、清水灣道、迴旋處、大坳門路、清水灣巴士總站、大坳門路及布袋澳村路
- 往寶琳途經：布袋澳村路、大坳門路、清水灣巴士總站、大坳門路、迴旋處、清水灣道、迴旋處、坑口道、迴旋處、寶寧路、迴旋處、常寧路、重華路、培成路、常寧路、迴旋處、寶寧路、迴旋處、寶琳北路及佳景路

以下資料按「data.gov.hk」列出
| 編號 | 小巴站                    | 街道                     | 編號 | 小巴站               | 街道               |
| ---- | ------------------------- | ------------------------ | ---- | -------------------- | ------------------ |
| 1    | 寶琳公共運輸交匯處        | 寶琳公共運輸交匯處       | 1    | 清水灣鄉村俱樂部     | 布袋澳村路         |
| 2    | 厚德邨 TKO Gateway        | 重華路                   | 2    | 清水灣鄉村俱樂部     | 布袋澳村路         |
| 3    | 保良局馮晴紀念小學外      | 培成路                   | 3    | 曉岸                 | 大坳門路           |
| 4    | 坑口(北)公共運輸交匯處    | 坑口(北)公共運輸交匯處   | 4    | 清水灣第二灣泳灘     | 大坳門路           |
| 5    | Villa Pine                | 坑口道                   | 5    | 清水灣第一灣泳灘     | 大坳門路           |
| 6    | 清雅苑                    | 清水灣道                 | 6    | 清水灣花園Ｅ座       | 大坳門路           |
| 7    | 金碧苑一期 金碧苑１座     | 清水灣道                 | 7    | 清水灣花園Ｑ座       | 大坳門路           |
| 8    | 勝景別墅第８Ｂ座          | 清水灣道                 | 8    | 下洋新村             | 清水灣道           |
| 9    | 孟公屋休憩花園            | 清水灣道                 | 9    | 兩塊田               | 清水灣道           |
| 10   | 碧浪小築                  | 清水灣道                 | 10   | 下洋                 | 清水灣道           |
| 11   | 嗇色園可名別苑            | 清水灣道                 | 11   | 嗇色園可名別苑       | 清水灣道           |
| 12   | 嗇色園可名別苑            | 清水灣道                 | 12   | 檳榔灣村公所         | 清水灣道           |
| 13   | 香港三育書院 香港復臨學校 | 清水灣道                 | 13   | 碧浪小築             | 清水灣道           |
| 14   | 下洋                      | 清水灣道                 | 14   | 孟公屋休憩花園       | 清水灣道           |
| 15   | 兩塊田                    | 清水灣道                 | 15   | 勝景別墅第８Ｂ座     | 清水灣道           |
| 16   | 下洋新村                  | 清水灣道                 | 16   | Taoloo Villas        | 清水灣道           |
| 17   | 下洋新村                  | 清水灣道                 | 17   | 清雅苑               | 清水灣道           |
| 18   | 清水灣花園Ｑ座            | 清水灣道                 | 18   | VILLA PINE           | 坑口道             |
| 19   | 清水灣花園Ｏ座            | 大坳門路                 | 19   | 將軍澳醫院對面       | 寶寧路             |
| 20   | 清水灣第一灣泳灘          | 大坳門路                 | 20   | 厚德邨 TKO Gateway   | 重華路             |
| 21   | 清水灣第二灣泳灘小巴總站  | 清水灣第二灣泳灘小巴總站 | 21   | 保良局馮晴紀念小學外 | 培成路             |
| 22   | 曉岸                      | 大坳門路                 | 22   | 近厚德邨德富樓       | 寶寧路             |
| 23   | 清水灣鄉村俱樂部          | 布袋澳村路               | 23   | 寶琳公共運輸交匯處   | 寶琳公共運輸交匯處 |
| 24   | 清水灣鄉村俱樂部          | 布袋澳村路               |      |                      |                    |

## 服務時間
| 日期             | 服務時間    | 班次      |
| ---------------- | ----------- | --------- |
| 由寶林開往布袋澳 |             |           |
| 星期一至五       | 06:00-20:30 | 15-30分鐘 |
| 星期六           | 06:00-21:30 | 12-30分鐘 |
| 星期日及公眾假期 | 06:00-21:30 | 12-30分鐘 |
| 由布袋澳開往寶林 |             |           |
| 星期一至五       | 06:30-21:30 | 15-30分鐘 |
| 星期六           | 06:30-21:30 | 12-30分鐘 |
| 星期日及公眾假期 | 06:30-22:00 | 12-30分鐘 |

### 特別班次
厚德商場→布袋澳
- 星期一至五：07:55
- 星期六、星期日、學校假期及公眾假期暫停服務

## 用車
此路線共使用2輛豐田Coaster小巴，上下午繁忙時間及假日日間會有來自17M線的用車支援，間中亦會抽調15、15A、17及17M線的用車。

## 外部連結
- 小巴薈：新界區專線小巴16線 （页面存档备份，存于）